# Lowry-Test
Der Lowry-Test ist eine biochemische Methode, um Proteine quantitativ zu bestimmen. Die Veröffentlichung über die Methode aus dem Jahr 1951 ist mit 305.148 Zitierungen der am häufigsten zitierte wissenschaftliche Artikel im Zeitraum von 1945 bis 2014.

## Prinzip
Der Lowry-Test beruht auf zwei Reaktionen. Der erste Schritt beruht auf der Biuretreaktion, nämlich auf der Bildung eines blauvioletten, quadratisch-planaren Farbstoffkomplexes zwischen den Peptidbindungen und Kupfer(II)-Ionen in einer alkalischen Lösung. In einem zweiten Schritt wird Cu(II) durch die Peptidbindung zu Cu(I) reduziert. Dieses Cu(I) wiederum reduziert das gelbe Folin-Ciocalteu-Reagenz (Molybdatophosphorsäure und Wolframatophosphorsäure / Heteropolysäuren) zu Heteropolymolybdänblau. Durch das Folin-Ciocalteu-Reagenz wird die Nachweisgrenze um den Faktor 100 im Vergleich zur Biuretreaktion gesenkt. Die Lowry-Methode ist wesentlich empfindlicher als die Biuret-Methode wegen ihrer zweiten, zusätzlichen Farbreaktion. Es können auch Proteinkonzentrationen von 0,1–1 µg Protein pro Milliliter bestimmt werden. Allerdings ist sie zeitaufwändiger und störanfälliger. So wird diese von nicht-proteinogenen Substanzen sowie von den häufig eingesetzten Stoffen EDTA, Triton X-100 oder Ammoniumsulfat gestört.
Das Lowry-Reagenz besteht aus den wässrigen Stammlösungen A (100 g/L Natriumcarbonat, 0,5 M Natriumhydroxid), B (10 g/L Kupfersulfat-Pentahydrat) und C (20 g/L Kaliumtartrat), die in einem Mischungsverhältnis von 20:1:1 angesetzt werden. Das Lowry-Reagenz wird 1:1 mit der Probe vermischt und 15 Minuten bei Raumtemperatur inkubiert. Anschließend erfolgt die Farbstoffbildung durch Zugabe des 1:10 verdünnten Folin-Ciocalteu-Reagenz in einem Verhältnis von 2:3 und einer Inkubation bei Raumtemperatur für 45 Minuten. Die resultierende intensive Färbung wird zur quantitativen Bestimmung der Proteinkonzentration mittels Photometrie bei 750 nm, 650 nm oder 540 nm vermessen.
In der Literatur sind einige Verbesserungen und Weiterentwicklungen beschrieben worden. So hat Hartree 1972 eine Variante der Lowry-Methode vorgestellt, die u. a. die hohe Störanfälligkeit adressiert. Der Anteil an der Aminosäure Cystein trägt zur Blaufärbung bei. Bezüglich der Zeitentwicklung der Blaufärbung nach Zugabe des Folin-Ciocalteu-Reagenz empfahl Lowry eine Wartezeit von 30 Minuten und dann die Extinktion bei 750 Nanometer zu messen. Die Intensität der Blaufärbung nimmt im Zeitraum zwischen 30 und 120 Minuten zu, zwischen 120 und 240 Minuten bleibt sie stabil und nimmt anschließend wieder ab. Darüber hinaus empfehle es sich die Lowry-Reagenzien mit Wasser statt mit Natriumhydroxid anzusetzen, dagegen jedoch die Proteinlösungen in 1 M Natriumhydroxid. Weiterhin seien zur Messung der Extinktion per Photometrie eine Wellenlänge von 660 Nanometern geeigneter als die üblichen 750 Nanometer.
Als Alternative bietet sich die einfachere Proteinbestimmung nach Bradford an, die ähnlich empfindlich ist. Der Vorteil der Lowry-Methode gegenüber der Methode nach Bradford ist, dass mit ihr auch Proteinkonzentrationen in Lösungen bestimmt werden können, die Natriumlaurylsulfat (SDS) enthalten, welches die Bestimmung nach Bradford behindern würde. Alternativ kann man auch das Cu(I) mittels Bicinchoninsäure (BCA) im BCA-Test in einen violetten Komplex umwandeln, der photometrisch bestimmt wird – eine weitere Modifikation des Lowry-Tests.